# تاريخ متصفح الويب
متصفح الويب هو تطبيق برمجي لاسترداد موارد المعلومات وعرضها وتمريرها عبر الشبكة العنكبوتية العالمية. يوفر أيضًا التقاط أو إدخال المعلومات التي قد تكون مُعادة إلى نظام العرض ثم مُخزنة أو مُعالجة حسب الضرورة. يجري الوصول إلى صفحة أو محتوى معين عن طريق إدخال عنوانه، الذي يُسمى مُعرّف الموارد الموحد أو اختصارًا يو آر إل. قد يكون ذلك المحتوى صفحة، أو صورة، أو فيديو، أو أي نوع آخر من أنواع المحتوى. تتيح الروابط التشعبية الموجودة في الموارد للمستخدمين التنقل بسهولة إلى الموارد ذات الصلة في متصفحاتهم. يمكن تعريف متصفح الويب أيضًا بأنه برمجية تطبيقية أو برنامج مصمم لتمكين المستخدم من الوصول إلى المستندات والموارد الأخرى على شبكة الإنترنت واستردادها وعرضها.
ظهرت سلائف متصفحات الويب على شكل تطبيقات ذات ارتباط تشعبي خلال منتصف ثمانينيات القرن العشرين وأواخرها، وفي أعقاب ذلك، يعود الفضل إلى تيم بيرنرز لي في تطوير أول مخدم ويب، وأول متصفح ويب سُمي وورلد وايد ويب (دون مسافات)، وغُير اسمه لاحقًا ليصبح نيكسوس. سرعان ما طُوّر العديد من متصفحات الويب لاحقًا مثل متصفح مارك أندرسن في عام 1993 الذي سُمي موزايك (نيتسكيب لاحقًا)، والذي كان سهل الاستخدام والتثبيت، وكان له الفضل غالبًا في إشعال شرارة ازدهار الإنترنت في تسعينيات القرن العشرين. متصفحات الويب الرئيسية حاليًا هي كروم، وسفاري، وإنترنت إكسبلورر، وفايرفوكس، وأوبرا، وإيدج.
بدأ انفجار شعبية الإنترنت في سبتمبر عام 1993 من خلال متصفح موزايك إن سي إس إيه، وهو متصفح رسومي كان يعمل على عدة حواسيب منزلية ومكتبية. كان هذا أول متصفح ويب يهدف إلى عرض المحتوى من نوع الوسائط المتعددة للمستخدمين غير التقنيين، والذي يشمل بالتالي الصور والنصوص في الصفحة ذاتها على عكس تصاميم المتصفحات السابقة؛ أطلق مؤسِّسه مارك آندرسن، الذي أسس الشركة في أواخر عام 1994، متصفح نيتسكيب نافيغاتور الذي كان سببًا في نشوء أول حرب بين المتصفحات انتهت بمنافسة على السيطرة (خسرها) مع متصفح إنترنت إكسبلورر الخاص بشركة مايكروسوفت (لنظام ويندوز).

## بدايات تسعينيات القرن العشرين: متصفحات دبليو دبليو دبليو
طور تيم بيرنرز لي أول متصفح ويب، وهو وورلد وايد ويب، في عام 1990 لصالح نظام حاسوب نيكست (في الوقت نفسه أول مخدم ويب للجهاز نفسه)، وقدمه لزملائه في سيرن (المنظمة الأوروبية للأبحاث النووية) في مارس عام 1991. وظف بيرنيرز لي الطالب نيكولا بيلو -طالب رياضيات متمرن يعمل في سيرن- لينشئ متصفح لاين مود، وهو متصفح ويب عابر للمنصات كان يعرض صفحات الويب على طرفيات قديمة وأُطلق في مايو عام 1991.
في عام 1992، أطلق توني جونسون متصفح ميداس دبليو دبليو دبليو. اعتمادًا على موتفيكس/إكس، سمح هذا المتصفح باستعراض ملفات بوست سكريبت على الويب عبر نظام يونيكس ونظام في إم إس (نظام الذاكرة الافتراضية المفتوح)، بل وقد عالج أيضًا ملفات بوست سكريبت المضغوطة. كان من بين المتصفحات الأولى المشهورة أيضًا متصفح فيولا دبليو دبليو دبليو، الذي شُكل بعد هايبر كارد. في السنة ذاتها، أُعلن عن متصفح لنكس؛ المشروع الوحيد من بين هذه المشاريع الأولية الذي ما زال مستمرًا ومدعومًا حتى الآن. كان متصفح إيروايز أول متصفح بواجهات مستخدم رسومية، وقد طُوّر ليكون مشروعًا طلابيًا في جامعة هلنسكي للتكنولوجيا، وأُطلق في أبريل عام 1992، لكنه أُوقف في عام 1994.
بدأ توماس آر. بروس من معهد المعلومات القانونية في كلية كورنيل للقانون بتطوير متصفح سيلو في عام 1992. عندما أُطلق المتصفح في 8 يونيو عام 1993، كان واحدًا من أول متصفحات الويب الرسومية وأول المتصفحات التي تعمل بنظام ويندوز: ويندوز 3.1، وَويندوز إن تي 3.5، ونظام أو إس/2.
من ناحية أخرى، ازدهرت شعبية الإنترنت من خلال متصفح موازيك إن سي إس إيه الذي كان متصفحًا رسوميًا يعمل في الأصل بنظام تشغيل يونيكس، وحُوّل مؤخرًا إلى نظام تشغيل أميغا ومنصة في إم إس، وحُوّل لاحقًا إلى منصّتَي آبل ماكنتوش ومايكروسوفت ويندوز. أُطلق الإصدار 1.0 في سبتمبر عام 1993، وسُمي التطبيق القاتل للإنترنت. كان أول متصفح ويب يعرض الصور جنبًا إلى جنب مع نصوص المستندات. كانت المتصفحات السابقة تعرض أيقونة يمكنها عند النقر عليها أن تحمّل الملف الرسومي وتفتحه باستخدام تطبيق مساعد. كان قرار التصميم هذا مقصودًا بكلا شقيه، إذ كان الهدف من دعم الرسوميات في المتصفحات الأولى هو عرض المخططات والرسوم البيانية المترافقة مع الأوراق التقنية في أثناء انتقال المستخدم لقراءة النص، بينما كان متصفح موزايك يحاول جلب المحتويات من نوع الوسائط المتعددة إلى المستخدمين غير التقنيين. استقال مارك آندريسين، الذي كان قائد فريق موزايك في إن سي إس إيه، ليشكل شركة أصبحت تُعرف في ما بعد بشركة نتسكيب للاتصالات. أطلقت نيتسكيب منتجها الرئيسي نافيغاتور في أكتوبر عام 1994، وسُحب في السنة التالية.
طرحت شركة آي بي إم متصفح ويب إكسبلورر الخاص بها مع إصدار نظام تشغيل أو إس/2 وارب في عام 1994.
كان متصفح يودي دبليو دبليو دبليو أول متصفح ويب قادر على التعامل مع كل مميزات إتش تي إم إل 3 المتضمنة العلامات الرياضية، وقد أُطلق في عام 1995. عقب إطلاق الإصدار 1.2 في أبريل عام 1996، أوقف بيرند ريتشر التطوير وصرّح: «لندع مايكروسوفت مع حقيبة التطوير آكتيف إكس تكمل الباقي».
دخلت مايكروسوفت، التي لم تكن قد سوقت متصفحًا إلى حينها، إلى المنافسة بمتصفحها إنترنت إكسبلورر (أُطلق الإصدار 1.0 في 16 أغسطس عام 1995)، الذي اشترته شركة سباي غلاس. كان ذلك بدايةً لما يُعرف بـ«حرب المتصفحات» التي تنافست فيها مايكروسوفت ونتسكيب على سوق متصفحات الويب.
كان مستخدمو الويب الأوائل أحرارًا في الاختيار بين حفنة متصفحات الويب المتوفرة، تمامًا كما يختارون أي تطبيق آخر؛ تضمن معايير الويب أن تظل تجربتهم واسعة بالمقدار نفسه. جعلت حرب المتصفحات الويب في متناول ملايين مستخدمي الحواسيب العاديين، لكنها بينت كيف يمكن أن يعرقل الاستغلال التجاري للويب مساعي المعايير. ضمّنت كل من مايكروسوفت ونتسكيب في منتجاتهما ملحقات تعود ملكيتها إلى إتش تي إم إل، وحاولتا أن تتفوقا من خلال التمييز بين المنتجات، ما أدى في نهاية تسعينيات القرن العشرين إلى ويب كانت فيه مايكروسوفت ونتسكيب هما المتنافستان الأكثر حيوية. في انتصار للويب المعياري، كانت أوراق الأنماط المتتالية التي طرحها هاكون فيوم لاي مُفضلةً على أوراق أنماط جافا سكريبت (جي إس إس إس) التي طورتها رابطة الشبكة العالمية (دبليو ثري سي).